# Secure Digital

Logo della SD Association

Secure Digital (più brevemente SD) è un formato di schede di memoria  per memorizzare in formato digitale grandi quantità di informazioni all'interno di memorie flash.
Molti PC portatili a partire dagli anni 2000 includono lettori integrati che consentono la connessione e l'utilizzo diretto di queste schede di memoria, mentre quelli che non ne sono dotati possono anch'essi leggerle collegando alla porta USB un lettore di schede esterno. È diffusamente utilizzato da dispositivi elettronici quali notebook, smartphone, tablet, fotocamere e videocamere digitali.

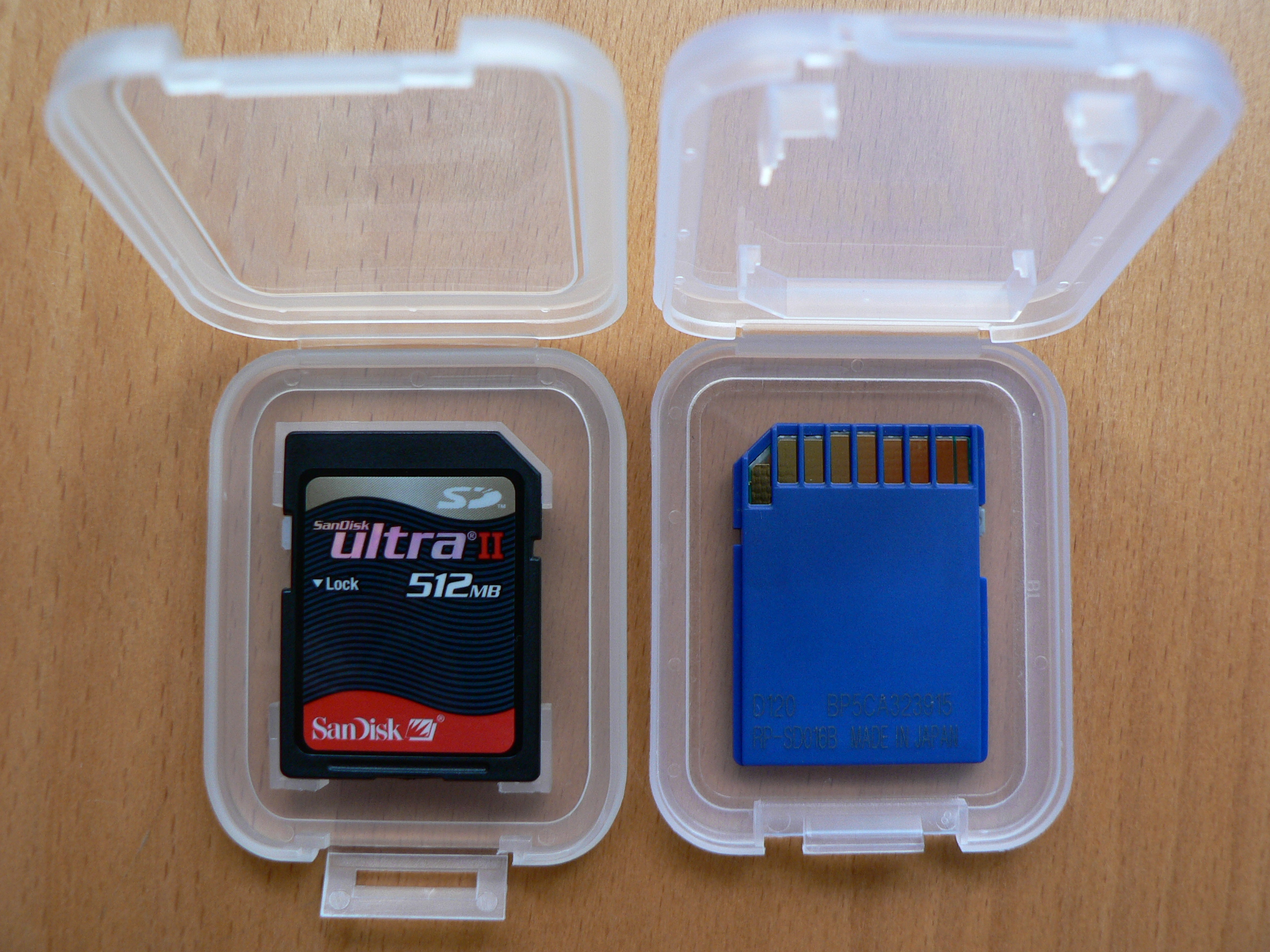
Una "storica" SanDisk Ultra II da 512 MB e una Panasonic SD da 16 MB, gli albori del Secure Digital

Dall'alto in basso i tre formati di schede Secure Digital: SD, mini SD (in disuso), micro SD

## Storia e descrizione
Sono state introdotte sul mercato nel 1999 in sostituzione delle MMC frutto della collaborazione tra le aziende Panasonic (ex Matsushita), SanDisk e Toshiba. Le SD sono diventate in seguito lo standard nel settore delle memorie espandibili, come le memorie SSD, hanno memorie NAND, ma con un livello di sofisticazione della memoria SD decisamente più semplice; inoltre, esattamente come per gli SSD, hanno diversi sistemi di controllo degli errori e le memorie possono essere SLC o MLC.
Le schede SD/SDHC/SDXC di formato standard, e gli adattatori per le micro SD, sono dotati, come i floppy disk da 3½ pollici, di una levetta a due posizioni, che consente di proteggere la memory card contro la scrittura. La posizione write-protect è contrassegnata dalla scritta LOCK, mentre quella write-enable (cioè per un uso normale) di solito non è contrassegnata.

### Formati

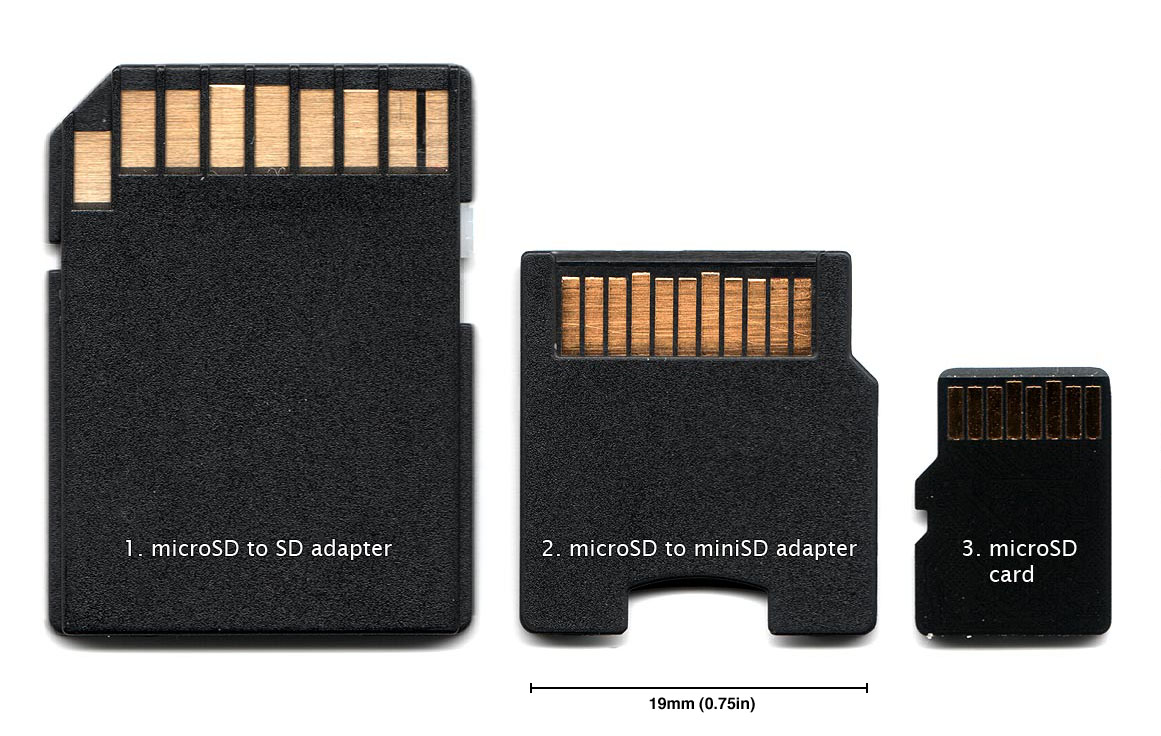
Micro SD con adattatore mini SD e SD

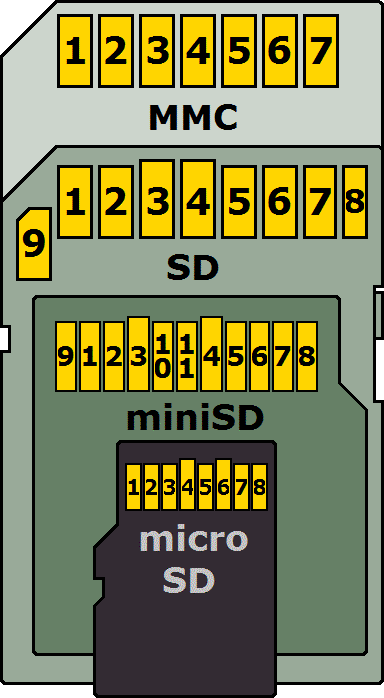
Pin di una scheda Secure Digital

Esistono tre formati di schede Secure Digital, con dimensioni fisiche via via minori: 
- l'originario formato SD (32 x 24 x 2,1 mm);
- il miniSD (21,5 x 20 x 1,4 mm);
- il microSD, compatibile con le SD e di dimensioni ancora più contenute (11 x 15 x 1 mm); quest'ultimo tipo era chiamato inizialmente T-Flash, poi transflash e infine nominato stabilmente microSD dopo che tale nome fu adottato dalla SD Card Association.[4]

Anche le schede nei formati miniSD e microSD, mediante semplici adattatori, possono essere utilizzate con lettori di schede SD. Tali adattatori, oltre che venduti singolarmente, sono solitamente forniti come accessori nelle confezioni dei vari formati SD.

### Capacità
Al febbraio 2021 le Secure Digital (SD e micro SD) arrivano a una capacità massima di 1 TB. Le mini SD, non più in uso, arrivano a 256 GB.

### Resistenza

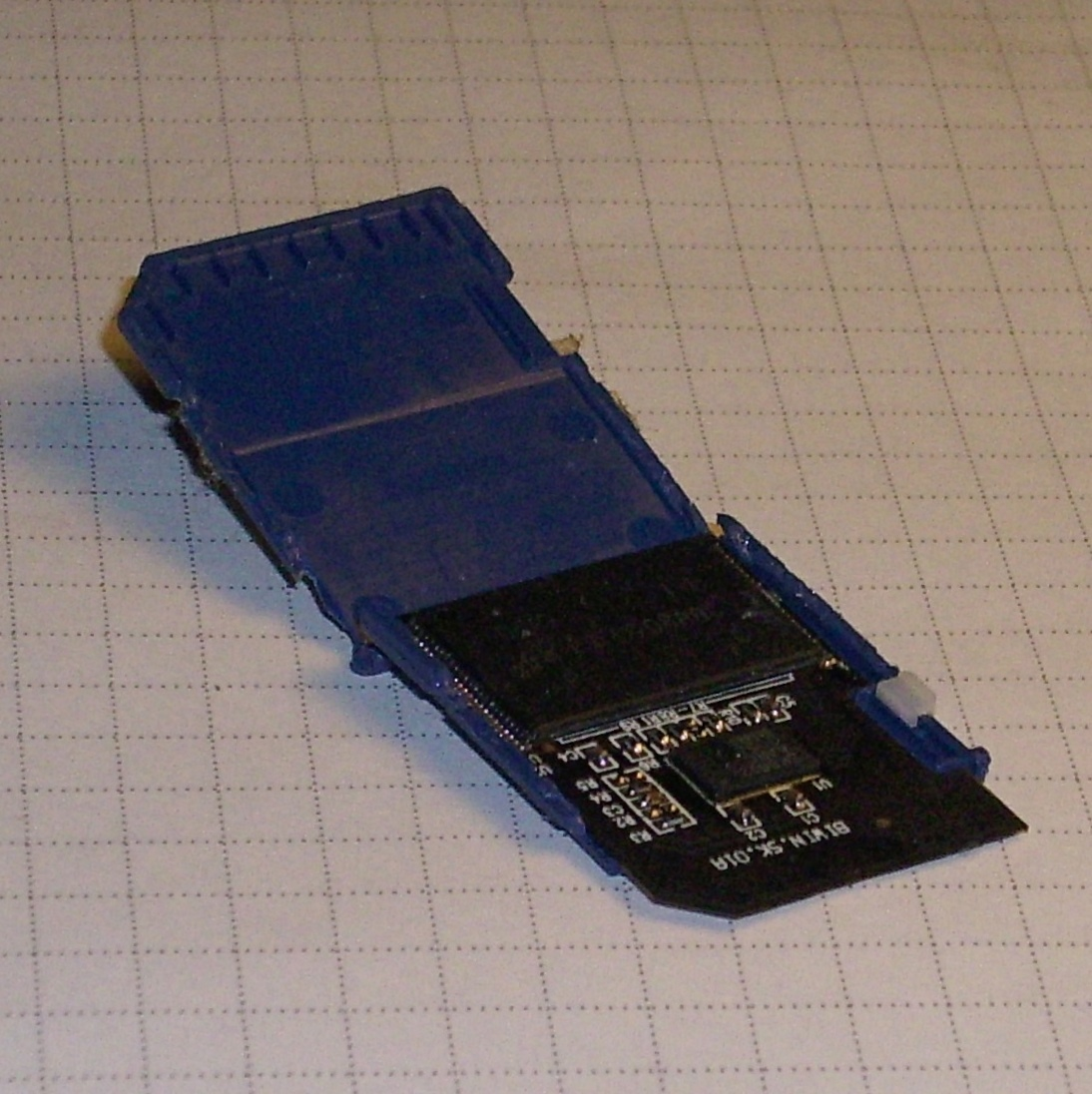
Interno di una scheda SD

Le SD sono molto resistenti agli urti (2000 G, contro i 100-200 G di un comune hard disk). Analogamente alle MultiMediaCard, le SD utilizzano contatti superficiali anziché connettori maschio-femmina, fatto che ne aumenta ulteriormente la robustezza ma le rende poco indicate per applicazioni in ambienti particolarmente gravosi (specie in presenza di vibrazioni).

### Velocità di trasferimento
Le SD hanno una indicazione della velocità di trasferimento detta SD Speed Class Ratings definita dalla SD Association. La velocità di trasferimento può comunque essere superiore a quella minima garantita, a seconda delle condizioni specifiche di registrazione. La classe di velocità indica la velocità minima di scrittura continua su una scheda SDHC vuota espressa in MB/s, le classi definite sono:
| Velocità minima di scrittura | Speed Class    | UHS Speed Class | Video Speed Class | Applicazione |
| ---------------------------- | -------------- | --------------- | ----------------- | --- |
| 2 MB/s                       | Class 2 (C2)   | -               | -                 | Registrazione video in SD |
| 4 MB/s                       | Class 4 (C4)   | -               | -                 | High-definition video (HD) la registrazione include il Full HD (da 720p a 1080p/1080i)                                                                                              |
| 6 MB/s                       | Class 6 (C6)   | -               | Class 6 (V6)      | High-definition video (HD) la registrazione include il Full HD (da 720p a 1080p/1080i)                                                                                              |
| 10 MB/s                      | Class 10 (C10) | Class 1 (U1)    | Class 10 (V10)    | Full HD (1080p) registrazione video e registrazione di fermi immagine in HD (bus dati ad alta velocità), trasmissioni in tempo reale e file video HD di grandi dimensioni (bus UHS) |
| 30 MB/s                      | -              | Class 3 (U3)    | Class 30 (V30)    | video in 4K a 60/120 fps (UHS bus) |
| 60 MB/s                      | -              | -               | Class 60 (V60)    | video in 8K a 60/120 fps (UHS bus) |
| 90 MB/s                      | -              | -               | Class 90 (V90)    | video in 8K a 60/120 fps (UHS bus) |

| Classe di prestazioni dell'applicazione | Velocità di scrittura sequenziale minima sostenuta | Lettura casuale minima | Scrittura casuale minima |
| --------------------------------------- | -------------------------------------------------- | ---------------------- | ------------------------ |
| Classe 1 (A1)                           | 10 MB/s                                            | 1500 IOPS              | 500 IOPS                 |
| Classe 2 (A2)                           | 10 MB/s                                            | 4000 IOPS              | 2000 IOPS                |

| Bus interface | Card logo        | Bus logo | Bus speed                                                                                                   | Spec version |
| ------------- | ---------------- | -------- | --- | ------------ |
| Default Speed | SD · SDHC · SDXC | —        | 12,5 MByte/s                                                                                                | 1.01         |
| High Speed    | SD · SDHC · SDXC | —        | 25 MByte/s                                                                                                  | 2.00         |
| UHS-I         | SDHC · SDXC      | I        | 12,5 MByte/s (SDR12) 25 MByte/s (SDR25) 50 MByte/s (SDR50, DDR50) 104 MByte/s (SDR104)                      | 3.01         |
| UHS-II        | SDHC · SDXC      | II       | 156 MByte/s (FD156) 312 MByte/s (HD312)                                                                     | 4.00/4.10    |
| UHS-III       | SDHC · SDXC      | III      | 312 MByte/s (FD312) 624 MByte/s (FD624)                                                                     | 6.0          |
| SD-Express    | SDHC · SDXC      | III      | 985 MB/s PCIe Gen.3 × 1Lane 1970 MB/s PCIe Gen.4 × 1 Lane PCIe Gen.3 × 2 Lane 3940 MB/s PCIe Gen.4 × 2 Lane | 7.0 8.00     |

## Protocolli di comunicazione
Tutte le SD supportano questi protocolli:
- One-bit SD mode:
- Four-bit SD mode:
- SPI mode: Serial Peripheral Interface Bus, usato con i microcontrollori.

Tutte le SD supportano questi protocolli, ad eccezione di alcune microSD che non supportano l'SPI

## Evoluzioni

### SDHC

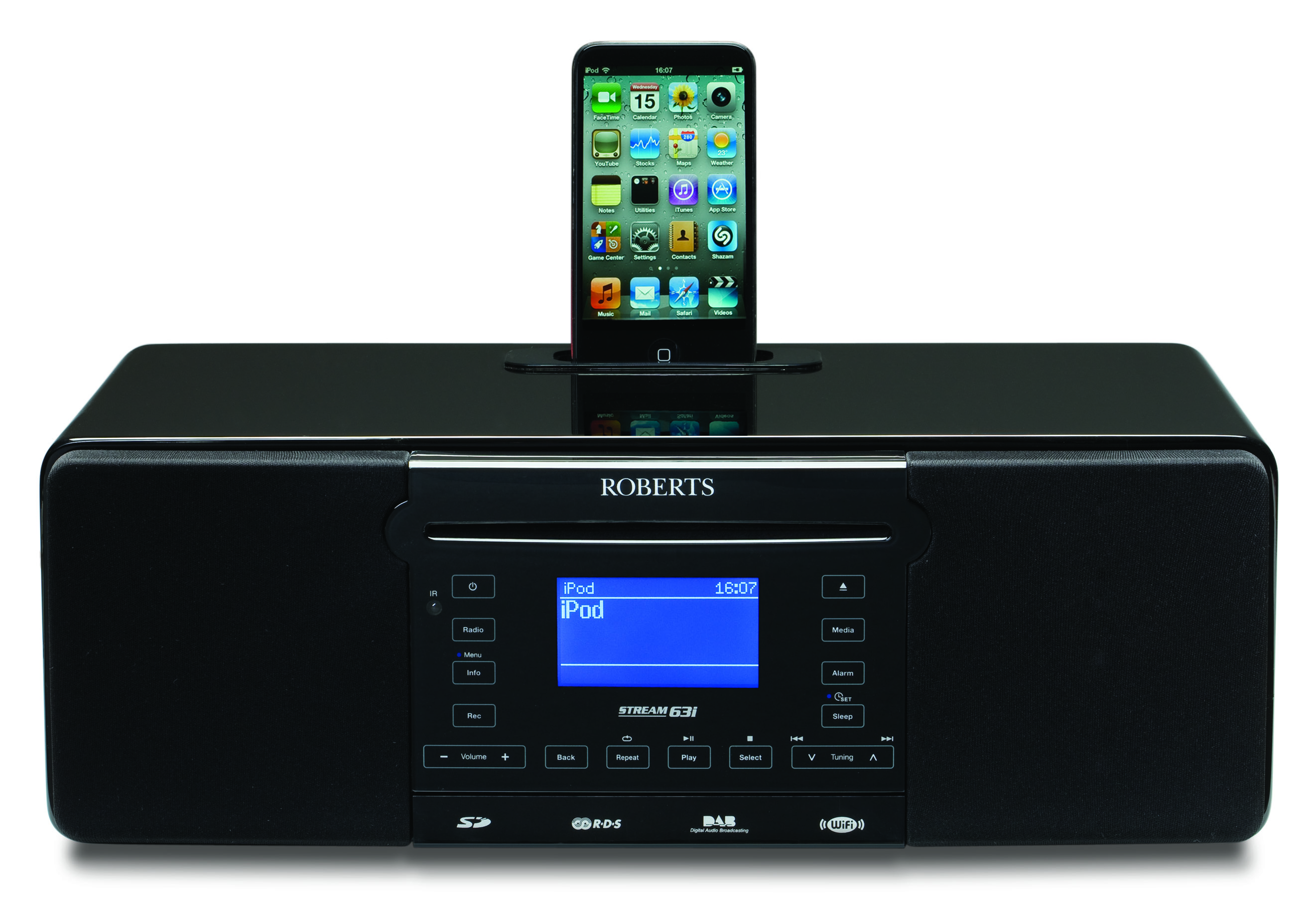
Registratore stereo Wi-Fi/DAB+/FM/CD/MP3/WMA/USB/SDHC/podcast con alloggiamento per iPod

Le SD superiori ai 2 GB e con una velocità minima di lettura/scrittura di 2,2 MB/s vengono nominate col nuovo termine SDHC (Secure Digital High Capacity, Secure Digital ad alta capacità), e non sono compatibili con i vecchi lettori di schede SD. Sono anche chiamate SD 2.0. Le SDHC sono classificate in base alla velocità di scrittura, che le divide in classi. La capacità massima teorica dello standard SDHC è di 32 GB.
A marzo del 2007 SanDisk ha presentato al PMA di Las Vegas una SDHC da 8 GB.

Nell'agosto del 2007 Toshiba ha presentato la prima SDHC da 32 GB.
- Nel novembre 2007 Transcend ha annunciato schedine SDHC Classe 6 da 16 GB come A-Data nel settembre 2007. L'uscita commerciale era prevista per la fine del 2007.[11]
- A giugno 2009 Sandisk ha annunciato schedine SDHC Classe 10 da 32 GB. L'uscita commerciale era prevista da agosto 2009.[12]

### SDXC
Le SD con capacità superiori ai 32 GB vengono chiamate con il nuovo termine: SDXC (Secure Digital eXtended Capacity, Secure Digital a capacità estesa) o SD 3.0. La capacità massima teorica dello standard SDXC è di 2 TB e una velocità del BUS di 104 MB/s. Il file System è exFAT.
A dicembre 2009 viene annunciata la nuova specifica SD 4.0 che porta la velocità a 300 MB/s con trasferimento dati in modo seriale anziché parallelo e il supporto di algoritmi di cifratura a 128bit.

### SDIO

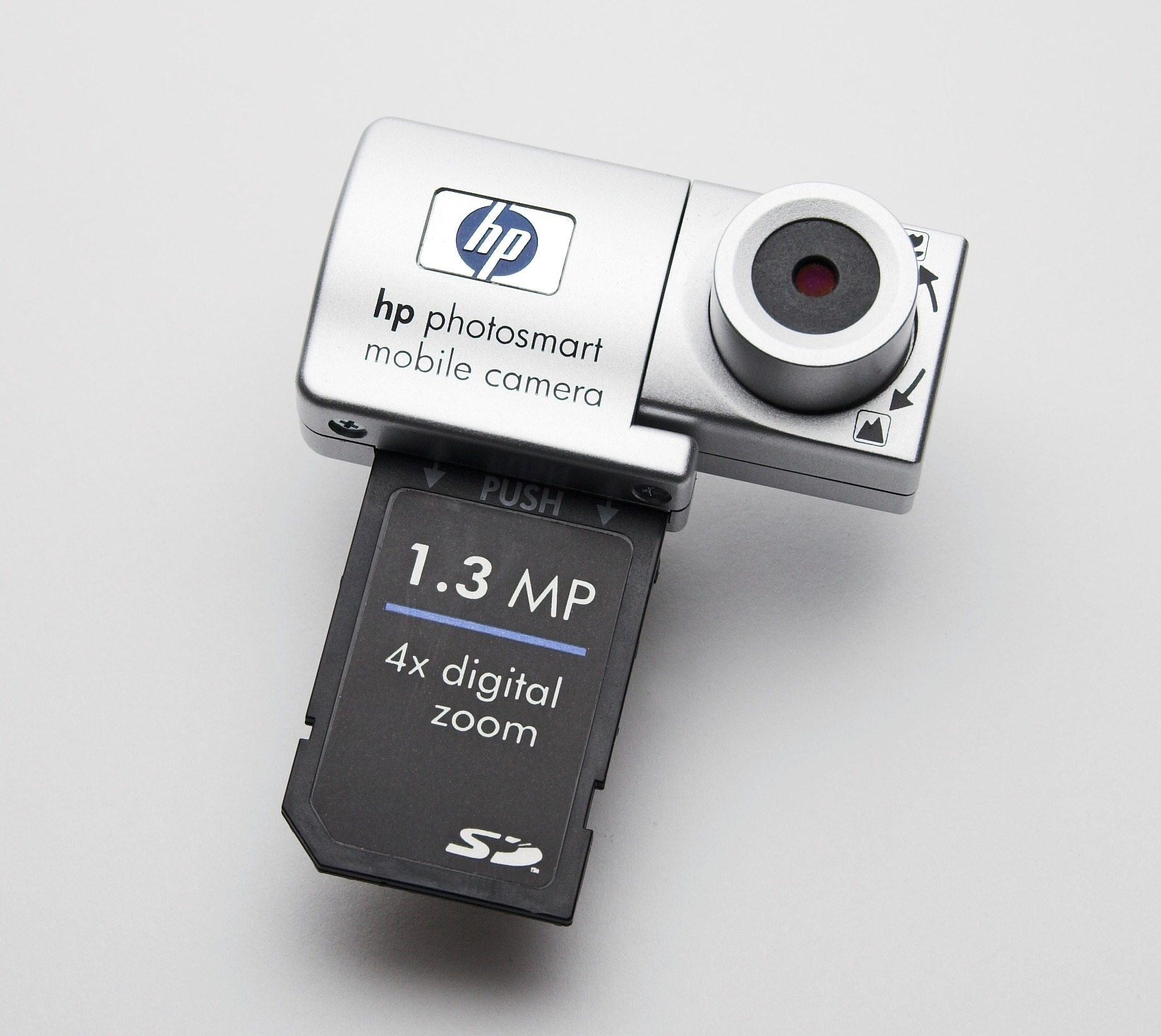
Una fotocamera dotata di un'interfaccia SDIO

Un'altra evoluzione delle SD è costituita da SDIO (Secure Digital Input Output), uno standard introdotto nel 2001 e che si è diffuso nella seconda metà degli anni 2000, soprattutto tra i palmari, i cellulari e occasionalmente nei portatili. Esso incorpora meccanismi di gestione dell'Input/Output e quindi permette l'utilizzo di dispositivi diversi dalle memorie flash che adottano lo stesso formato delle normali schede SD. Questo permette di realizzare dispositivi quali fotocamere digitali, registratori vocali, interfacce bluetooth e Wi-Fi, collegabili a dispositivi elettronici dotati di slot SDIO.
A partire dagli anni 2010 SDIO è diventato uno standard pressoché in disuso, soppiantato per l'Input/Output nei dispositivi di periferica dall'integrazione dell'interfaccia USB, tale da rendere superflua l'aggiunta di periferiche esterne connesse allo slot SD. Tuttavia, nel 2013 è stata introdotta un'ulteriore specifica derivata da SDIO, denominata iSDIO (Intelligent SDIO).

### Altre evoluzioni
Esiste un particolare tipo di SecureDigital che incorpora un connettore USB, e permette di collegare la SD a un computer senza bisogno di appositi lettori.
Nel giugno 2006 Philips al Computex di Taipei ha presentato una scheda SD con ricevitore televisivo integrato con tecnologia DVB-H.
Nel giugno 2010 vengono presentate schede di memoria SD SDXC UHS-I e SDHC UHS-I, retrocompatibili, con la velocità di trasferimento di 104 MB/s contrassegnate dal simbolo UHS-I (Ultra High Speed). Queste schede di memoria hanno la dicitura UHS Speed Class 1 che indica il supporto della registrazione in tempo reale.
Il 2 marzo 2016 la SD Association presenta il nuovo standard SD 5.0 con 5 diverse classi di velocità (V6, V10, V30, V60 e V90) per supportare i video a 8K e a 360°.

## Compatibilità

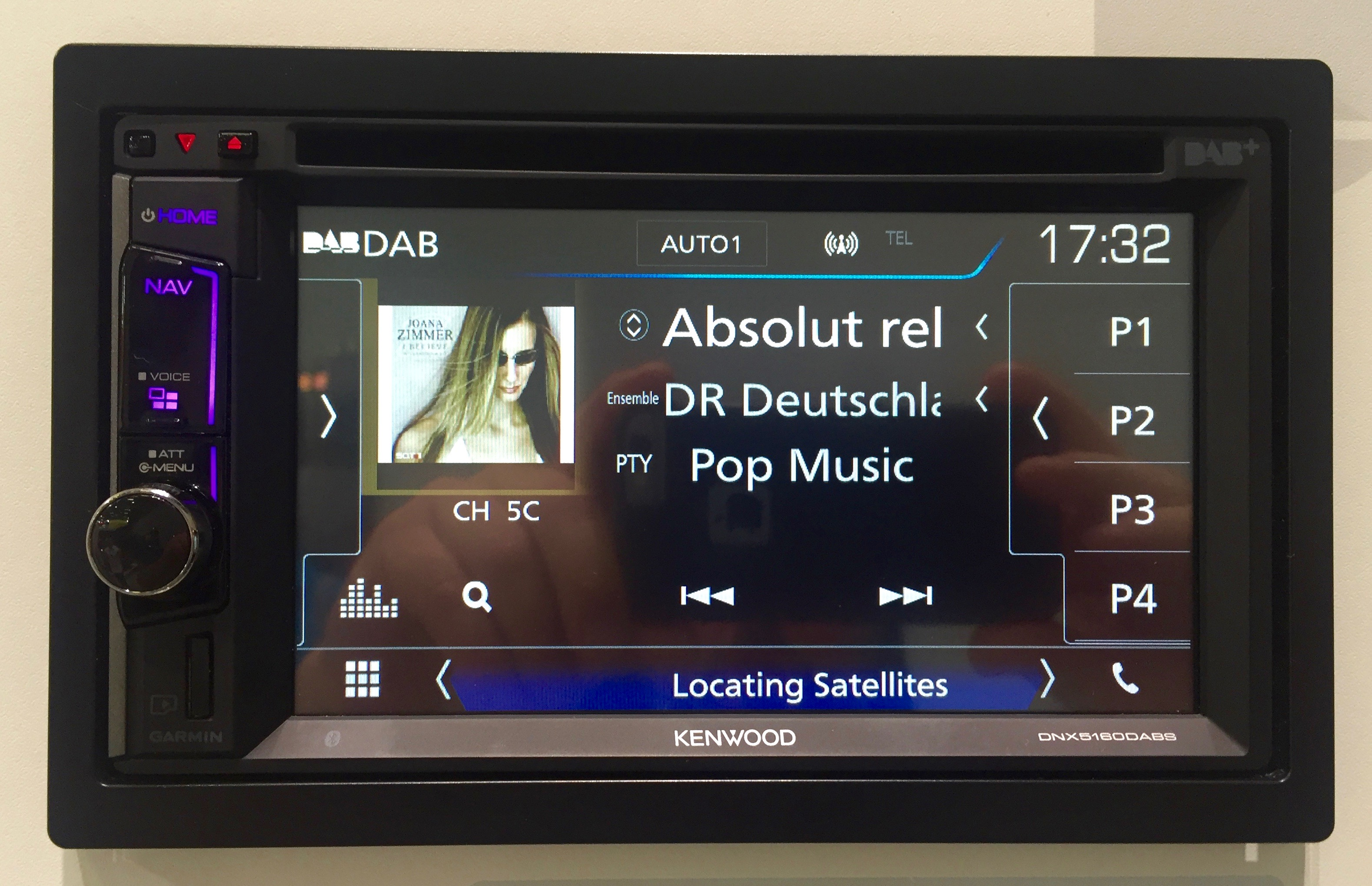
Autoradio DAB+/AM/FM/LW/CD/DVD/USB/microSDHC/GPS/Bluetooth/CarPlay/AndroidAuto

All'inizio del 2007 sono comparse sul mercato SD non standard di capacità di 4 GB, che possono non essere lette da tutti i lettori SD, specialmente da quelli meno recenti. Per chiarezza sulla compatibilità si può dire che:
- i dispositivi che non dichiarano il supporto SDHC non sono in grado di riconoscere le schede SDHC;
- le schede di 4 GB non marcate come SDHC non sono conformi né allo standard SD né a quello nuovo SD2.0/SDHC.

Inoltre i vari lettori di schede SD non sono compatibili con le nuove versioni prodotte successivamente, ma solo con quelle precedenti: quindi se si ha un lettore di schede SDXC questo sarà compatibile con le schede SDXC, SDHC e SD; un lettore SDHC è in grado di leggere schede SDHC e schede SD ma non legge le SDXC; un lettore di schede SD è compatibile solo con le schede SD..